# Витрино
Витрино — ледниковое, подпруженное озеро в Смоленской области России в Руднянском районе. Принадлежит бассейну реки Рутавечь, левого притока Каспли. Весьма живописны высокие южные берега, северные — низкие и заболоченные. На северо-востоке через протоку сообщается с соседними озёрами: Едрица, Голобай, Большое Рутавечь. Памятник природы.